# Symphonie no 1 de Joseph Haydn
Pour les articles homonymes, voir Symphonie no 1.
La Symphonie no 1 en ré majeur  HoB. I:1 du compositeur autrichien Joseph Haydn est semble-t-il la première de la série de symphonies qu’il a composées. Pour les symphonies suivantes, la numérotation actuellement en vigueur, et qui a été établie par Eusebius Mandyczevski en 1907, ne respecte que d’une manière générale l’ordre chronologique de leurs compositions.

## Contexte
L’œuvre a été composée entre 1757 et 1759, soit à l’époque ou Joseph Haydn était au service du comte Morzin. 

## Orchestration
Elle est orchestrée pour deux hautbois, deux cors, cordes et la basse continue.

## Structure
Comme toutes les symphonies composées par Haydn durant cette période la Symphonie no 1 de Haydn se caractérise par sa brièveté. Contrairement à un usage que Haydn, par la suite, généralisera, elle ne comporte que trois mouvements :
1. Presto, en ré majeur, à , 86 mesures, sections répétées 2 fois : mesures 1 à 39, mesures 40 à 86
2. Andante, en sol majeur, à 
, 78 mesures, sections répétées 2 fois : mesures 1 à 28, mesures 29 à 78
3. Finale: Presto, en ré majeur, à 
, 81 mesures, sections répétées 2 fois : mesures 1 à 32, mesures 33 à 81

Durée : 12 minutes
Introduction du Presto (premier mouvement) :
La lecture audio n'est pas prise en charge dans votre navigateur. Vous pouvez télécharger le fichier audio.
Introduction de l'Andante :
La lecture audio n'est pas prise en charge dans votre navigateur. Vous pouvez télécharger le fichier audio.
Introduction du Presto (troisième mouvement) :
La lecture audio n'est pas prise en charge dans votre navigateur. Vous pouvez télécharger le fichier audio.